# 圣保禄教堂 (里昂)
圣保禄教堂（Église Saint-Paul）是法国里昂的一座罗马天主教教堂，风格兼有罗曼式和哥特式。它座落在里昂第五区的里昂老城。其穹塔于1920年被列为法国历史古迹，1996年整座教堂均被列为法国历史古迹。该教堂长约45米。